# Ouches
 Ouches  es una población y comuna francesa, situada en la región de Ródano-Alpes, departamento de Loira, en el distrito de Roanne y cantón de Roanne-Sud.

## Demografía
| 448 | 523 | 753 | 929 | 1002 | 1015 |
| Para los censos de 1962 a 1999 la población legal corresponde a la población sin duplicidades (Fuente: INSEE [Consultar]) |     |     |     |      |      |